# Diogo de Castilho
Diogo de Castilho (vers 1490 - 22 août 1574 ) était un architecte et sculpteur originaire de Cantabrie, né dans la localité Castillo Siete Villas située dans la commune d'Arnuero.
Il était le fils aîné de Sanches Diogo Castilho et de D. Maria Zorella ou Zorilha Zurilha. Il était le frère cadet de João de Castilho. 
En 1527, il était devenu citoyen de Porto et s'y était marié avec Ilharco Isabel, fille de Gonçalo Ilharco, noble biscayen.

## Biographie

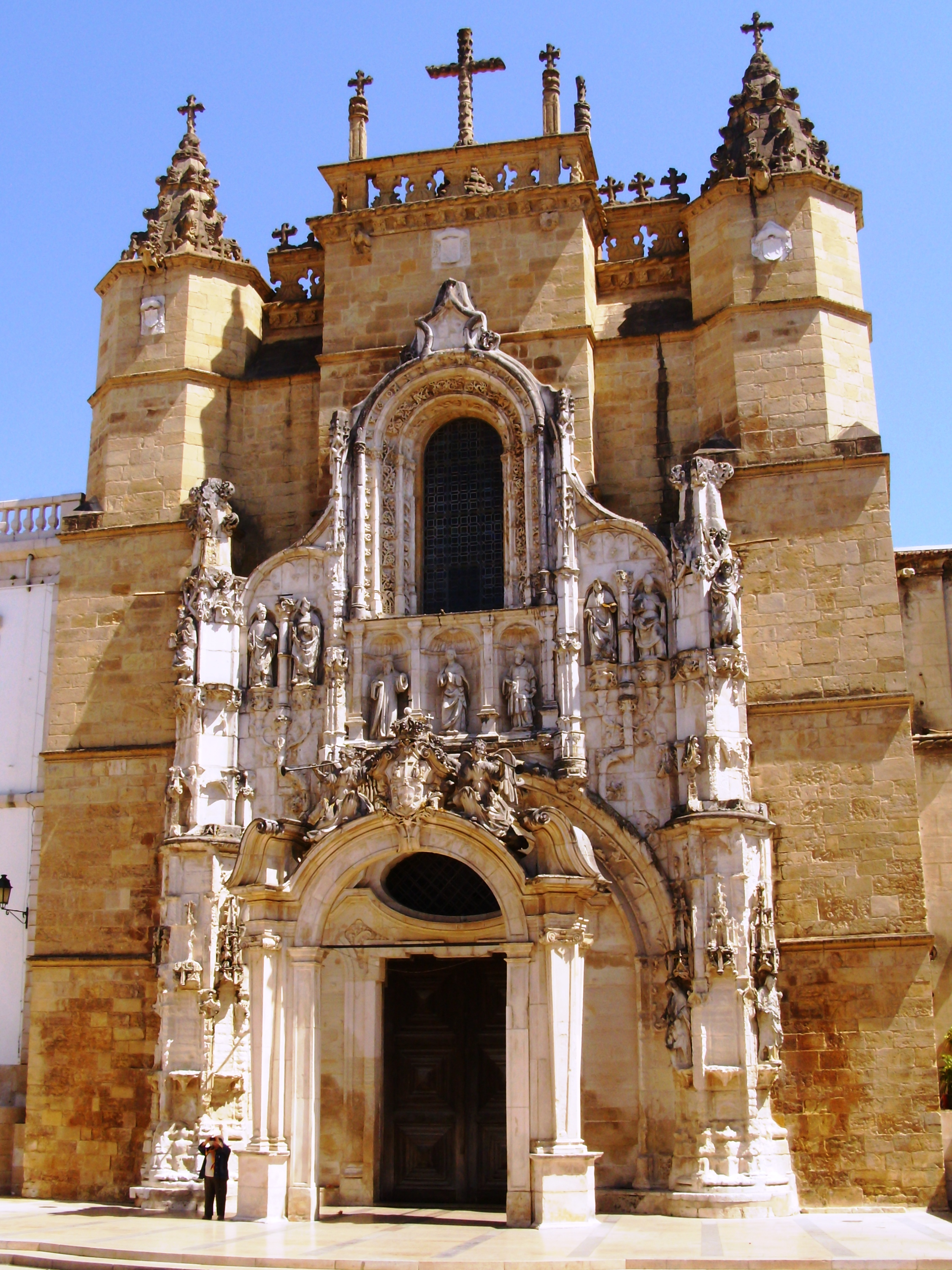
Portail de l'église Sainte-Croix de Coimbra

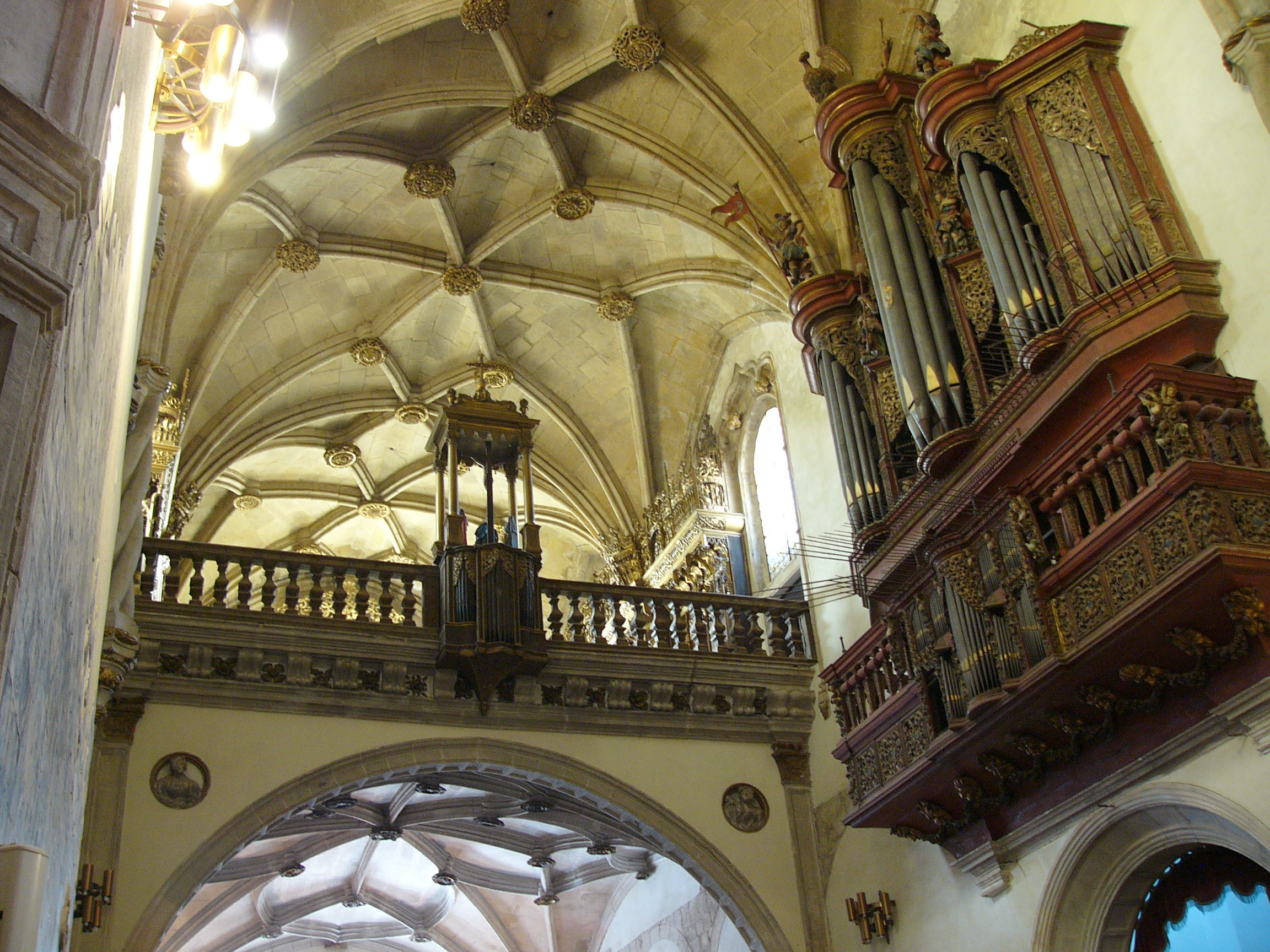
Les voûtes étoilées du chœur de l'église Sainte-Croix de Coimbra

Il va d'abord travailler avec son frère, en 1517, sur la cathédrale de Viseu. Son nom est cité en 1524 pour des travaux au monastère des Hiéronymites, à Belém. Il a travaillé à Belém avec son fils, Jerónimo de Castilho, qui a été architecte militaire.
Le 7 avril 1524, il est nommé maître des œuvres de Coimbra (mestre da obra dos Paços de Coimbra) à la place de Marcos Pires qui était mort en 1522. Il a travaillé sur les palais royaux de Coimbra, sur le monastère de la Sainte-Croix,   les collèges des Arts et São Jerónimo, la réfection du pont.
Entre 1522 et 1526, il a conçu le portail de style manuélin de l'église du monastère de la Sainte-Croix de Coïmbre sculpté par Nicolas Chantereine. L'église a été modifiée par Diogo Boitaca avec Marcos Pires pour la nef en style manuélin, puis, vers 1530, par Diogo de Castilho pour le chœur avec sa voûte étoilée, et le sculpteur Jean de Rouen ou João de Ruão. En 1528, il est cité dans un contrat pour la reconstruction du portail et les coupoles du monastère. C'était son dernier ouvrage d'inspiration gothique. Pendant plus de cinquante ans, il a travaillé en partenariat avec Jean de Rouen.
Ensuite, il va abandonner le style gothique pour l'architecture de la Renaissance.
En avril 1529, il signe un contrat concernant l'église de Góis pour laquelle il doit construire une chapelle et le tombeau de Dom Luís da Silveira, comte de Sortelha et seigneur de Góis. La réalisation a été faite par l'atelier de Diogo de Castillo. C'est le premier chantier sur lequel est cité Diogo de Torralva. Ce contrat prévoyait l'édification d'un palais pour le comte à Góis.
En 1537, avec Jean de Rouen, il a commencé la construction du nouveau monastère de la Serra do Pilar, dans la freguesia de Santa Marinha sur la commune de Vila Nova de Gaia.
L'Université de Coimbra est définitivement établie à Coimbra au palais royal le 24 septembre 1537 par le roi Dom João III. Après la fondation du Collège Notre-Dame des Carmes (Nossa Senhora do Carmo) pour recevoir les clercs qui étudiaient à l'Université de Coimbra, en 1540. Diogo de Castilho a terminé la construction du noviciat, en 1548.
Le roi Dom João III a fondé le collège de la Grâce (collège de Nossa Senhora da Graça) des ermites de Saint-Augustin en 1543. Il a été intégré à l'Université de Coimbra en 1549. Le collège et l'église ont été construits par Diogo de Castelho,.
En 1547, il a conçu les plans de nouveaux ouvrages du collège Saint-Thomas de Coimbra dans l'ancien couvent Saint-Dominique, à la demande du recteur de Saint-Thomas, Frère Martinho de Ledesma.
Le 18 mars 1547, le roi Dom João III le nomma chevalier de la Maison Royale, maître des œuvres de maçonnerie de l'université,
En 1565, il commence à travailler sur le collège de São Jerónimo, à Coimbra.
Le long de la rue de Sofia (Sofia, mot grec désignant la sagesse et la science), il a finalement travaillé à l'église Saint-Jean (Igreja de São João das Donas), au monastère de la Sainte-Croix (Mosteiro de Santa Cruz), au collège des Carmes (Colégio do Carmo), au collège de Grâce (Colégio da Graça), au collège des Arts (Colégio das Artes), et au collège Saint-Thomas (Colégio de São Tomás)
Il est mort avant le 22 août 1574, à plus de quatre-vingts ans.

## Famille
De son mariage avec Isabel Ilharco, il a eu au moins deux fils :
- Jerónimo de Castilho, architecte militaire, qui a d'abord travaillé avec son père et son oncle, puis à Mazagrão,
- Pedro de Castilho[12], mort à Lisbonne le 31 mars 1613, 7e évêque du diocèse d'Angra (1578-1583), évêque de Leiria (1583-1604), 8e vice-roi du Portugal (1605-1608), 10e vice-roi du Portugal (1612).

## Source
- (pt) Cet article est partiellement ou en totalité issu de l’article de Wikipédia en portugais intitulé « Diogo de Castilho » (voir la liste des auteurs).